# Alejandro Faurlín
Alejandro Damián Faurlín (Rosario, 9 agosto 1986) è un ex calciatore argentino, di ruolo centrocampista.

## Caratteristiche tecniche
Normalmente impiegato come trequartista, può giocare anche come ala sinistra o regista basso a centrocampo.
Dotato di un buon sinistro, è bravo a impostare l'azione ed è in grado di fare inserimenti in fase d'attacco. Grazie alla capacità di calciare e di tirare con precisione i porta, è spesso esecutore dei calci piazzati.

## Carriera

### Club
Ha iniziato la sua carriera con il Rosario Central nella Primera División, dove debuttò nella partita persa per 1-0 contro il Quilmes il 9 maggio 2004.
Con una sola presenza per il club della sua città, nel 2007 passò all'Atlético de Rafaela nella Primera B Nacional con i quali rimase una stagione totalizzando 40 presenze e un gol.
L'anno successivo (2008-2009) viene ingaggiato dall'Instituto, sempre in Primera B Nacional, dove segna 7 reti in 27 partite.
Il 7 luglio 2009 firma per il Queens Park Rangers per la cifra di 3,5 milioni di sterline, diventando l'acquisto più oneroso della storia del club londinese. Di quella cifra, 500.000 sterline sono pagate all'Inter, che aveva già opzionato il giocatore.
Ha segnato la sua prima rete per il Queens Park Rangers nella partita del 3 aprile 2010 contro lo Sheffield Wednesday.
Il 30 aprile 2011, nonostante la decisiva vittoria contro il Watford per la promozione in Premier League, il giocatore si è ritrovato al centro di un contenzioso burocratico, in quanto sarebbero sorti dei sospetti sulla regolarità del trasferimento nel club londinese che avrebbero potuto causare 15 punti di penalizzazione per il club. Il 31 gennaio 2012, nella sconfitta per 1-0 nel derby contro l'Arsenal, tocca quota 100 presenze con la squadra londinese. Nello stesso mese, nella partita di FA Cup contro l'MK Dons, subisce un grave infortunio con la rottura del legamento crociato anteriore del ginocchio, che non gli permette di scendere più in campo per il resto della stagione; rientrato in campo in estate il rientro in campo, non trova spazio sotto la guida tecnica di Mark Hughes.
Il 31 gennaio 2013, ultimo giorno di calciomercato, passa alla società italiana del Palermo in prestito oneroso (un milione di euro) con diritto di riscatto fissato a 5 milioni, firmando un contratto fino al 2016. Il tecnico Harry Redknapp inizialmente non lo voleva fare partire, cambiando idea dopo che la squadra aveva preso altri giocatori in quel ruolo. Esordisce sia nel campionato italiano sia con la maglia del Palermo il 3 febbraio seguente, giocando titolare in Palermo-Atalanta (1-2) della 23ª giornata, ultima gara del tecnico Gian Piero Gasperini prima dell'esonero. Col successore Alberto Malesani non gioca mai, e nemmeno quando Gasperini torna nuovamente sulla panchina della squadra. Le altre 5 presenze stagionali le colleziona invece con Giuseppe Sannino, tecnico del finale di annata, due delle quali da titolare. La stagione si conclude con la retrocessione dei rosanero, sancita il 12 maggio 2013 dalla sconfitta esterna per 1-0 contro la Fiorentina della 37ª giornata. A fine stagione non viene riscattato dal Palermo.

### Nazionale
Nel 2003 ha giocato 6 partite con la Nazionale Under-17, segnando anche un gol.

## Statistiche

### Presenze e reti nei club
Statistiche aggiornate al 7 novembre 2015.
| Stagione        | Squadra         | Campionato      | Campionato | Campionato | Coppe nazionali | Coppe nazionali | Coppe nazionali | Coppe continentali | Coppe continentali | Coppe continentali | Altre coppe | Altre coppe | Altre coppe | Totale | Totale |
| Stagione        | Squadra         | Comp            | Pres       | Reti       | Comp            | Pres            | Reti            | Comp               | Pres               | Reti               | Comp        | Pres        | Reti        | Pres   | Reti   |
| --------------- | --------------- | --------------- | ---------- | ---------- | --------------- | --------------- | --------------- | ------------------ | ------------------ | ------------------ | ----------- | ----------- | ----------- | ------ | ------ |
| 2009-2010       | QPR             | FLC             | 41         | 1          | FACup+CdL       | 2+1             | 0               | -                  | -                  | -                  | -           | -           | -           | 44     | 1      |
| 2010-2011       | QPR             | FLC             | 40         | 3          | FACup+CdL       | 1+0             | 0               | -                  | -                  | -                  | -           | -           | -           | 41     | 3      |
| 2011-2012       | QPR             | PL              | 20         | 1          | FACup+CdL       | 1+0             | 0               | -                  | -                  | -                  | -           | -           | -           | 21     | 1      |
| 2012-gen. 2013  | QPR             | PL              | 11         | 0          | FACup+CdL       | 2+2             | 0               | -                  | -                  | -                  | -           | -           | -           | 15     | 0      |
| gen.-giu. 2013  | Palermo         | A               | 6          | 0          | CI              | -               | -               | -                  | -                  | -                  | -           | -           | -           | 6      | 0      |
| 2013-2014       | QPR             | FLC             | 7          | 0          | FACup+CdL       | 0+2             | 0               | -                  | -                  | -                  | -           | -           | -           | 9      | 0      |
| 2014-2015       | QPR             | PL              | 2          | 0          | FACup+CdL       | 0+1             | 0               | -                  | -                  | -                  | -           | -           | -           | 3      | 0      |
| 2015-2016       | QPR             | FLC             | 9          | 1          | FACup+CdL       | 0               | 0               | -                  | -                  | -                  | -           | -           | -           | 9      | 1      |
| Totale QPR      | Totale QPR      | Totale QPR      | 130        | 5          |                 | 12              | 0               |                    | -                  | -                  |             | -           | -           | 142    | 5      |
| Totale carriera | Totale carriera | Totale carriera | 136        | 5          |                 | 12              | 0               |                    | -                  | -                  |             | -           | -           | 148    | 5      |

## Palmarès

### Club

#### Competizioni nazionali
- Football League Championship: 1

QPR: 2010-2011